# Joseph Lieban

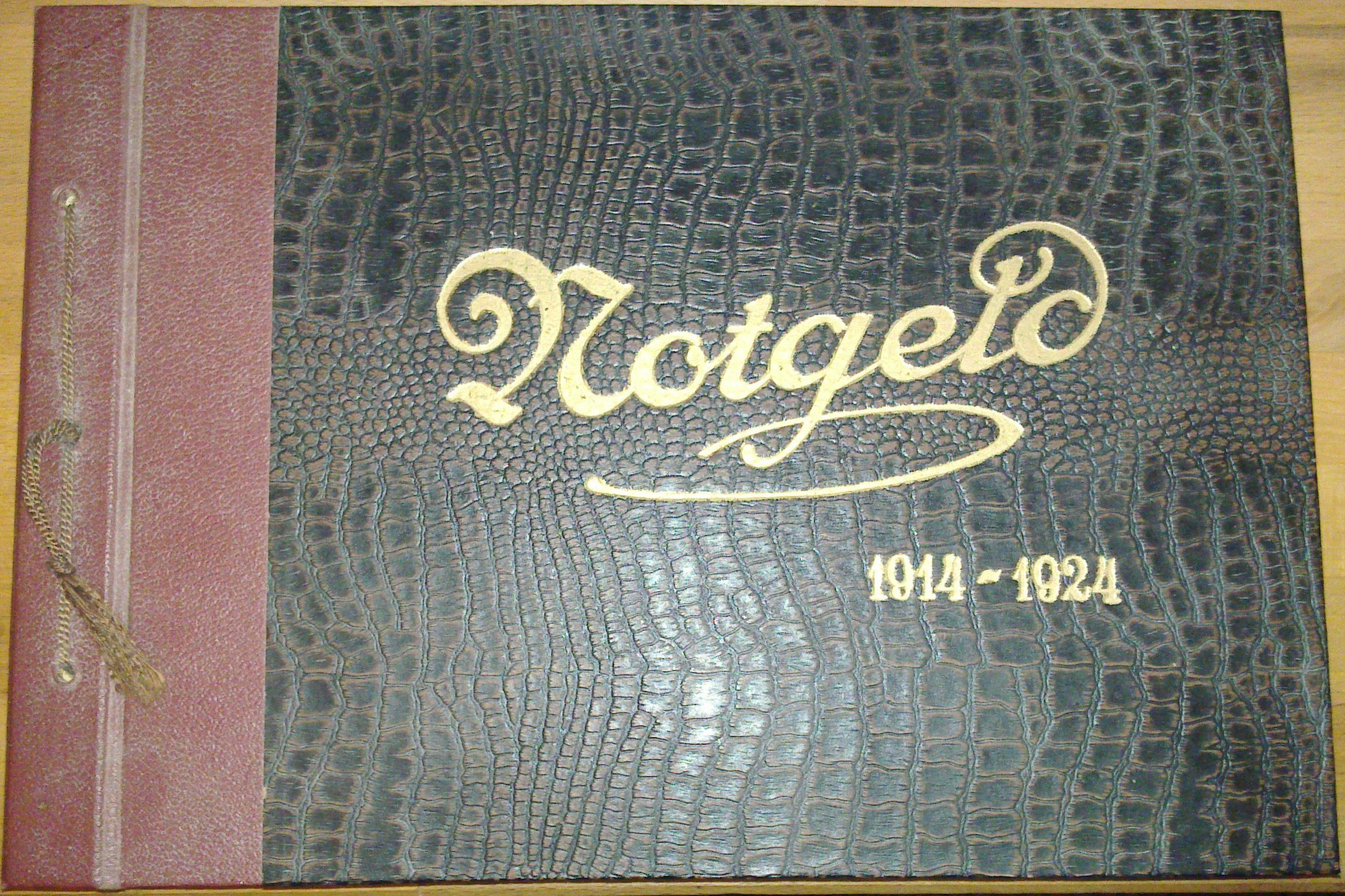
Lieban Notgeld 1914 1924

Joseph Lieban (Krakau, 13 augustus 1905 - ?) was een Joodse handelaar in Den Haag, met een vestiging aan de Haagschestraat 3. Lieban handelde in de jaren 1914 tot 1940 in Duits noodgeld, noodmunten en noodpostzegels. Lieban was de grootste handelaar in noodgeld en de voornaamste promotor van het verzamelen hiervan.
Lieban gaf zichzelf uit als de officiële handelaar van Duits noodgeld. Onder de namen "Deutschland Zentraler Notgeld Vertrieb" en "Central depot of emergency-money" gaf Lieban verzamelalbums uit. De albums zaten verpakt in goudgeel gekleurde ruw kartonnen dozen met bijbehorende deksel. Er werden luxe albums uitgegeven, maar ook simpele voor een zo breed mogelijk publiek. Lieban concentreerde zijn verkoop op Nederland, België en de Verenigde Staten, waar het verzamelen van noodgeld enorm populair werd. In de Lieban albums treft men meestal zogenaamde serienscheine aan (fantasiegeld, oplopend tot 1 mark), verder inflatiebiljetten van steden, banken of fabrieken. In de luxere albums, vinden we ook voorbeelden van noodmunten en (nood)postzegels.
Lieban kocht van failliete drukkerijen hele oplagen en restanten van noodgeldbiljetten op. Bij die partijen zaten ook nog hele drukvellen, die op de maat van het noodgeldboek geknipt werden. In diverse Liebanalbums vinden we deze op maat geknipte drukvellen terug.
Zelfs tot ver na de inflatieperiode in Duitsland van 1918 tot en met 1924, gaf Lieban albums uit. Lieban heeft ook folders laten drukken om zijn waar aan de man te brengen. De vermoedelijk laatste is gedateerd op april 1929.
De Liebanalbums zijn een begrip geworden en worden nog steeds op vele Europese veilingen teruggevonden.